# KostjaNika. Vremja leta
KostjaNika. Vremja leta (russisk: Костяника. Время лета) er en russisk spillefilm fra 2006 af Dmitrij Fjodorov.

## Medvirkende
- Olga Startjenkova - Nika
- Ivan Vakulenko - Kostja
- Ljubov Germanova - Paulina
- Vladimir Simonov - Rodion Victorovitj
- Anna Tjurina - Anastasia